# 佐伯今毛人
佐伯 今毛人（さえき の いまえみし）は、奈良時代の公卿。名は今蝦夷とも表記する。初名は若子。官位は正三位・参議。

## 経歴
天平14年（742年）聖武天皇が近江国甲賀郡紫香楽村に離宮を造営すると、紫香楽宮造営司主典に任ぜられて造営に携わる。翌天平15年（743年）聖武天皇が東大寺の建立を発願し、人民を徴発して造営を始めると、今毛人は領催検となって造営の管理推進と検閲を担当し、非常に巧みな方法で人民を督励・使役した。今毛人はその才能と決断力により聖武天皇の覚えめでたく、特別に信任して用いられた。聖武朝末には大和少掾・造東大寺次官を務める一方、天平20年（748年）から翌天平勝宝元年（749年）にかけては従七位上から正六位上へ一挙に六階の昇進を果たした。また、天平19年（747年）には若子から今毛人に改名している。
天平勝宝元年（749年）孝謙天皇の即位に前後して従五位下・大和介に叙任される。引き続き東大寺次官を務めながら、天平勝宝2年（750年）には三階昇進して正五位上に叙せられるなど、孝謙朝初頭は順調に昇進した。のち、造東大寺長官に昇格し、天平勝宝7歳（755年）には今毛人の宣によって230巻の経巻を造東大寺司から興福寺に受け渡したが、その際に造東大寺司より興福寺に充てその勘経（経文の校合）を依頼した牒（公文書）が「造東大寺司請経牒」として現存している。孝謙朝末にかけては春宮大夫・右京大夫を歴任し、天平宝字元年（757年）に従四位下に叙せられる。
淳仁朝に入ると、天平宝字3年（759年）摂津大夫に遷る。天平宝字7年（763年）正月に再び造東大寺長官に任ぜられる。この頃、今毛人は藤原宿奈麻呂・石上宅嗣・大伴家持と共に、専横を極めていた太師・藤原仲麻呂の暗殺を企てていたが、同年に密告により策謀が露見して4人とも捕らえられる。ここで宿奈麻呂が単独犯行を主張し、八虐の一つである大不敬との罪により解官の上、姓も剥奪された。宿奈麻呂が罪を一人で被ったことで今毛人は断罪を逃れるものの、翌天平宝字8年（764年）正月に営城監として九州に左遷された。なお、同年9月に発生した藤原仲麻呂の乱で藤原仲麻呂は敗死するが、九州に赴任していたためか乱における今毛人の動静は明らかでない。
翌天平神護元年（765年）正月にかつて藤原仲麻呂派であった大宰大弐・佐伯毛人が多褹嶋守に左遷されると、今毛人は後任の大弐となり復権を果たす。また当時筑前国では、孝謙天皇の命を受けた吉備真備により天平勝宝8歳（756年）から怡土城の築城が続いていたが、今毛人はこの事業を受け継ぎ同年3月には築怡土城専知官に任ぜられている。神護景雲元年（767年）左大弁兼造西大寺長官として京官に復し、称徳朝末の神護景雲3年（769年）従四位上に昇叙された。神護景雲4年（770年）称徳天皇が崩御してまもなく、道鏡が造下野国薬師寺別当に左遷されると、道鏡の許に派遣され平城京から任地へ出発させている。
光仁朝でも引き続き要職の左大弁を務め、宝亀2年（771年）正四位下に叙せられる。宝亀4年（773年）桑原王とともに難波内親王の喪事を監護している。
宝亀6年（775年）第16次の遣唐大使に任命される。宝亀7年（776年）4月に節刀を与えられ、出航して一旦肥前国松浦郡合蚕田浦まで到着する。しかし、その後順風が吹かなかったため博多大津まで引き返すと、同年閏8月に渡海の時期を来夏に延期することを上奏し許される。同年11月に今毛人は帰京して節刀を返還するが、遣唐副使・大伴益立や判官・海上三狩らは大宰府に留まり入唐の期を待っていたことから、時の人々は益立らの態度を良しとしたという。翌宝亀8年（777年）4月に今毛人は再び天皇に暇乞いを行い出発したが、羅城門まで来ると病気になり、さらに病身を押して輿に乗って摂津国まで至るも病気が治らなかった。そのため、朝廷は今毛人を渡唐させることを断念し、光仁天皇は遣唐副使・小野石根に対して、大使を待たずに出発しその職務を代行するように勅した。なお、宝亀9年（778年）帰路において副使・小野石根と唐使・趙宝英が乗船していた第1船が遭難し、両名とも死亡している。今毛人は遣唐使でのいざこざを通じて左大弁を解かれていたが、宝亀10年（779年）大宰大弐に任ぜられ官界に復帰した。
天応元年（781年）桓武天皇の即位に伴って正四位上に叙せられると、天応2年（782年）従三位・左大弁に叙任されて公卿に列し、さらに延暦3年（784年）参議、延暦4年（785年）正三位と桓武朝に入ると急速に昇進を果たした。またこの間の延暦3年（784年）に長岡京への遷都が行われると、これまでの土木・建築における実績を買われて、中納言・藤原種継らと共に造長岡宮使に任ぜられ、宮殿の造営を担当している。延暦5年（786年）大宰帥に任ぜられて再び九州に赴任する。3年に亘って大宰帥を務めた後、延暦8年（789年）正月に致仕の上表を行って許され、官界を引退した。
延暦9年（790年）10月3日薨去。享年72。最終官位は散位正三位。

## 逸話
宝亀11年（780年）大宰大弐の官職にあった際、志賀島の白水郎（海人）男女10人ずつが毎年の香椎廟宮春秋祭日に風俗楽を演奏する際の衣装を製作した。その衣装はその後90年以上使用されたが、貞観18年（876年）になって大宰府よりあまりに長く使用したことで着用するのに不都合が生じているとして、太政官に新造を言上し許されている。

## 官歴
注記のないものは『続日本紀』による。
- 天平12年（740年） 日付不詳：日付不詳：舎人。正八位下[要出典]
- 天平14年（742年） 日付不詳：紫香楽宮造営司主典[要出典]
- 天平15年（744年） 日付不詳：領催検
- 天平17年（745年） 日付不詳：従七位下[要出典]
- 天平18年（746年） 11月1日：見従七位上、大養徳少掾[16]
- 天平19年（747年） 正月27日：見大和少掾[17]。日付不詳：若子から今毛人に改名[18]
- 天平20年（748年） 9月22日：見造東大寺次官、従七位上[19]
- 天平勝宝元年（749年） 4月10日：見正六位上[20]。9月9日：見大和介[21]。12月27日：従五位下
- 天平勝宝2年（750年） 12月9日：正五位上（越階）
- 天平勝宝3年（751年） 8月1日：見兼下総員外介[22]
- 天平勝宝7歳（755年） 正月25日：見造東大寺長官
- 天平勝宝8歳（756年） 正月：春宮大夫[23]
- 天平宝字元年（757年） 5月20日：従四位下。7月：兼右京大夫[23]
- 天平宝字3年（759年） 正月：造西大寺長官[23]。11月5日：摂津大夫
- 天平宝字7年（763年） 正月9日：造東大寺長官
- 天平宝字8年（764年） 正月21日：営城監。8月4日：兼肥前守
- 天平神護元年（765年） 日付不詳：大宰大弐。3月10日：築怡土城専知官
- 神護景雲元年（767年） 2月28日：造西大寺長官。8月29日：左大弁、造西大寺長官如故
- 神護景雲3年（769年） 3月10日：兼因幡守。4月24日：従四位上
- 宝亀元年（770年） 6月13日：兼播磨守。日付不詳：造東大寺長官[要出典]
- 宝亀2年（771年） 11月27日：正四位下
- 宝亀6年（775年） 6月19日：遣唐大使
- 宝亀8年（777年） 日付不詳：止左大弁[23]
- 宝亀10年（779年） 9月4日：大宰大弐
- 天応元年（781年） 4月15日：正四位上
- 天応2年（782年） 4月27日：左大弁。6月20日：兼大和守。6月21日：従三位
- 延暦2年（783年） 4月20日：兼皇后宮大夫
- 延暦3年（784年） 6月10日：造長岡宮使。12月2日：参議
- 延暦4年（785年） 6月18日：正三位。7月6日：兼民部卿
- 延暦5年（786年） 4月11日：大宰帥
- 延暦8年（789年） 正月9日：致仕
- 延暦9年（790年） 10月3日：薨去（散位正三位）

## 系譜
- 父：佐伯人足
- 母：不詳
- 生母不明の子女
  - 男子：佐伯三野（?-779）[24]